# Любшин, Станислав Андреевич
Станисла́в Андре́евич Любши́н (род. 6 апреля 1933, Владыкино, Московская область, СССР) — советский и российский актёр театра, кино и телевидения, кинорежиссёр; народный артист РСФСР (1981). Отец кинооператора Юрия Любшина.

## Биография
Родился 6 апреля 1933 года в селе Владыкино, Московской области.
В 1959 году окончил Высшее театральное училище имени М. С. Щепкина. С 1959 по 1963 год — актёр «Современника». В 1964—1967 годах служил в театре на Таганке. В 1974—1977 годах — в театре имени М. Н. Ермоловой. В 1977—1979 годах — актёр театра на Малой Бронной. С 1981 года — актёр МХТ имени А. П. Чехова.
Дебютировал в театре «Современник» в спектакле «Пять вечеров» (Славка). Среди его ролей в театрах Москвы: Генрих и Христиан («Голый король»), Глухарь («Два цвета») — «Современник»; Столяр («Добрый человек из Сезуана»), Автор («Герой нашего времени») — Театр на Таганке; Шаманов («Прошлым летом в Чулимске»), Учитель («Дом окнами в поле») — Театр имени М. Н. Ермоловой. В театре на Малой Бронной играл в спектаклях А. Эфроса «Веранда в лесу» (Пахомов), «Конец Дон-Жуана» (Сганарель и Лепорелло).
По опросу журнала «Советский экран» признан лучшим актёром 1968 года (за роль в фильме «Щит и меч») и 1979 года («Пять вечеров»).
В качестве режиссёра-постановщика снял две картины: «Позови меня в даль светлую» (1977) в соавторстве с Германом Лавровым (в 1977 г. фильм был удостоен Гран При и Приза ФИПРЕССИ на Международном кинофестивале Мангейм — Гейдельберг, ФРГ) и «Три года» (1980) в соавторстве с Дмитрием Долининым.
Спустя 4 года после победы на Международном кинофестивале Мангейм — Гейдельберг был приглашён туда уже в качестве члена жюри.

## Признание и награды
- Заслуженный артист РСФСР (29 сентября 1969 года) — за заслуги в области советской кинематографии[3]
- Премия за лучшее исполнение мужской роли (фильм «Пять вечеров») на кинофестивале «Молодое кино» в Йере (Франция) (1979)
- Народный артист РСФСР (3 марта 1981 года) — за заслуги в развитии советского киноискусства[4]
- Орден Почёта (23 октября 1998 года) — за многолетнюю плодотворную деятельность в области театрального искусства и в связи со 100-летием Московского Художественного академического театра[5]
- Орден «За заслуги перед Отечеством» IV степени (22 ноября 2003 года) — за большой вклад в развитие театрального искусства[6]
- Благодарность Президента Российской Федерации (24 апреля 2008 года) — за большие заслуги в развитии театрального искусства и многолетнюю творческую деятельность[7]
- Орден Дружбы (14 января 2014 года) — за большие заслуги в развитии отечественной культуры и искусства и многолетнюю плодотворную деятельность[8]
- Лауреат премии «Хрустальная Турандот» (2018) (За честь и достоинство)
- Лауреат российской национальной театральной премии «Золотая маска — 2018» — за выдающийся вклад в развитие театрального искусства[9]
- Лауреат общественной премии имени Ф. Э. Дзержинского в области кинематографии в 2019 году — за образ советского разведчика, действовавшего в годы Великой Отечественной войны в спецслужбах фашистской Германии и показанный в художественном фильме «Щит и меч».
- Орден «За заслуги перед Отечеством» III степени (1 октября 2021 года) — за большой вклад в развитие отечественной культуры и искусства, многолетнюю плодотворную деятельность[10]
- Золотая медаль имени Н. Д. Мордвинова «За выдающийся вклад в театральное искусство» Театрального форума «Золотой Витязь» (2023)

## Фильмография

### Актёрские работы
| Год  |     | Название                                           | Роль                                                   |
| ---- | --- | -------------------------------------------------- | ------------------------------------------------------ |
| 1957 | ф   | Ленинградская симфония                             | студент                                                |
| 1958 | ф   | Сегодня увольнения не будет                        | Садовников, военный шофёр                              |
| 1961 | ф   | В трудный час                                      | Имя персонажа не указано                               |
| 1962 | ф   | Конец света                                        | отец Михаил                                            |
| 1963 | ф   | Третья ракета                                      | Лозняк                                                 |
| 1963 | ф   | Если ты прав…                                      | Алексей                                                |
| 1964 | ф   | Какое оно, море?                                   | Евгений (звездочёт), папа Ануси                        |
| 1964 | ф   | Большая руда                                       | Антон                                                  |
| 1964 | ф   | Застава Ильича                                     | Слава Костиков                                         |
| 1965 | ф   | Альпийская баллада                                 | Иван Терешка                                           |
| 1966 | ф   | Ожидания                                           | Роберт Самсонов, геолог                                |
| 1968 | ф   | Первая любовь                                      | доктор Лушин                                           |
| 1968 | ф   | Щит и меч                                          | разведчик Александр Белов, он же Йоганн Вайс           |
| 1970 | ф   | Красная площадь                                    | комиссар Амелин                                        |
| 1971 | ф   | Пристань на том берегу                             | Алексей Климов                                         |
| 1972 | ф   | Печки-лавочки                                      | Иван, сын профессора                                   |
| 1972 | ф   | Монолог                                            | Константин Котиков («Самсон»)                          |
| 1972 | ф   | Моя жизнь                                          | Мисаил Полознев                                        |
| 1974 | ф   | Ксения, любимая жена Фёдора                        | Фёдор Петров                                           |
| 1975 | тсп | Прошлым летом в Чулимске                           | Шаманов                                                |
| 1976 | ф   | Слово для защиты                                   | Федяев                                                 |
| 1976 | ф   | Сентиментальный роман                              | Андрей Кушля                                           |
| 1977 | ф   | Позови меня в даль светлую                         | Владимир Николаевич, ревизор                           |
| 1978 | ф   | Степь                                              | Константин Звонык                                      |
| 1978 | ф   | Пять вечеров                                       | Александр Петрович Ильин                               |
| 1979 | ф   | Тема                                               | «Бородатый»                                            |
| 1979 | тсп | Дом окнами в поле                                  | Третьяков                                              |
| 1980 | кор | Встреча                                            | Николай                                                |
| 1980 | ф   | Не стреляйте в белых лебедей                       | Егор Полушкин                                          |
| 1980 | ф   | Три года                                           | Алексей Лаптев                                         |
| 1984 | ф   | Заморозки имели место                              | Имя персонажа не указано                               |
| 1986 | ф   | Кин-дза-дза!                                       | Владимир Николаевич Машков (дядя Вова), прораб         |
| 1986 | ф   | Мы веселы, счастливы, талантливы!                  | Павел Петрович Клюев                                   |
| 1987 | ф   | Забавы молодых                                     | Антон Михайлович Горшков                               |
| 1988 | ф   | Чёрный монах                                       | Андрей Васильевич Коврин, магистр философии            |
| 1989 | ф   | Канувшее время                                     | Онисимов                                               |
| 1989 | ф   | Тартюф                                             | Тартюф                                                 |
| 1990 | ф   | Вечный муж                                         | Павел Павлович                                         |
| 1991 | ф   | Шкура                                              | Фёдор Дмитриевич Куропатов                             |
| 1991 | ф   | Царь Иван Грозный                                  | боярин Дружина Морозов                                 |
| 1991 | ф   | Нелюбовь                                           | фотограф                                               |
| 1992 | ф   | Большой капкан, или Соло для кошки при полной Луне | Арзамасский                                            |
| 1992 | ф   | Женщина в море                                     | Виктор                                                 |
| 1992 | ф   | Увидеть Париж и умереть                            | Солодов, художник                                      |
| 1992 | с   | Дымъ                                               | Созонт Иванович Потугин                                |
| 1993 | ф   | Мечты идиота                                       | Михаил Самуэлевич Паниковский                          |
| 1997 | ф   | Царевич Алексей                                    | граф Пётр Толстой                                      |
| 1998 | ф   | Чехов и Ко                                         | Лимфов, Гришуткин, Капитонов                           |
| 1999 | ф   | Кадриль                                            | Коля                                                   |
| 2002 | ф   | Кино про кино                                      | артист Георгий Иванович                                |
| 2002 | ф   | Обнажённая натура                                  | Андрей Сергеевич Воротынцев                            |
| 2004 | с   | Шахматист                                          | дядя Федя                                              |
| 2004 | с   | Усадьба                                            | Притыкин                                               |
| 2005 | с   | Умножающий печаль                                  | Вениамин Яковлевич Палей                               |
| 2005 | ф   | Продаётся детектор лжи                             | писатель                                               |
| 2005 | с   | Риэлтор                                            | Олег Жуков                                             |
| 2006 | с   | Заколдованный участок                              | Борис Петрович Трошин, «Ваучер»                        |
| 2007 | с   | Одна любовь души моей                              | Сергей Волконский                                      |
| 2008 | с   | Кружева                                            | Егор Терентьич Тришкин                                 |
| 2008 | с   | Ермоловы                                           | Паоло Маливерни                                        |
| 2008 | ф   | Происшествие в городе М                            | Илья Григорьевич Парамонов                             |
| 2009 | ф   | Антикиллер Д. К.                                   | папа                                                   |
| 2011 | ф   | Треск                                              | Выгодский                                              |
| 2011 | с   | Раскол                                             | патриарх Иосиф                                         |
| 2011 | ф   | Дед                                                | Андрей Петрович Львов                                  |
| 2011 | ф   | Варвара                                            | ведун                                                  |
| 2012 | с   | Пятая стража                                       | Глава Конвента Светлых                                 |
| 2013 | ф   | Неродной                                           | Имя персонажа не указано                               |
| 2013 | ф   | Алмаз в шоколаде                                   | пожарный                                               |
| 2014 | ф   | Охота жить                                         | тесть                                                  |
| 2015 | с   | Черта                                              | Владимир Матвеевич Саушкин, сотрудник «царского» сыска |
| 2015 | с   | Великая                                            | Симон (Тодорский)                                      |
| 2015 | с   | Медсестра                                          | Михаил Борисович Гриневский                            |
| 2015 | ф   | Он — дракон                                        | князь                                                  |
| 2018 | ф   | Вечная жизнь Александра Христофорова               | Волшебник                                              |
| 2018 | с   | Годунов                                            | архимандрит Иоасаф                                     |

### Документальное кино
- 2004 — Земное и Небесное — ведущий 2-й серии «Благоверный князь»

### Режиссёрские работы
- 1977 — Позови меня в даль светлую (в соавт. с Г. Лавровым) — Гран При и Приз ФИПРЕССИ на Международном кинофестивале Мангейм — Гейдельберг (1977, ФРГ)
- 1980 — Три года (в соавт. с Д. Долининым)